# 465 př. n. l.

## Hlava státu
- Perská říše – Xerxés I. (486 – 465 př. n. l.) » Artaxerxés I. (465 – 424 př. n. l.)
- Egypt – Xerxés I. (486 – 465 př. n. l.) » Artaxerxés I. (465 – 424 př. n. l.)
- Sparta – Pleistarchos (480 – 458 př. n. l.) a Archidámos II. (469 – 427 př. n. l.)
- Athény – Lysanias (466 – 465 př. n. l.) » Lysitheus (465 – 464 př. n. l.)
- Makedonie – Alexandr I. (498 – 454 př. n. l.)
- Epirus – Admetus (470 – 430 př. n. l.)
- Římská republika – konzulé Quintus Fabius Vibulanus a T. Quinctius Capitolinus Barbatus (465 př. n. l.)
- Syrakusy – Thrasybulus (466 – 465 př. n. l.)
- Kartágo – Hanno II. (480 – 440 př. n. l.)